# Habitatge al carrer del Bon Aire, 10 (Vilamitjana)
L'Habitatge al carrer del Bon Aire, 10 és una edifici de Tremp (Pallars Jussà) protegit com a Bé Cultural d'Interès Local.

## Descripció
Es tracta d'un edifici situat al carrer del Bon Aire, fent cantonada amb la Plaça Nova. La construcció ha sofert diverses reformes al llarg dels anys, havent realitzat l'última al segle xx. La fesomia, per tant, és fruit de les reformes actuals. Destaca un element patrimonial concret, la porta d'accés, en forma d'arc de mig punt adovellat. Les dovelles de l'arc es presenten molt desenvolupades, a diferència d'aquelles constitutives dels brancals.